# Вілла Гопляна
Вілла Гопляна також Вілла Ґопляна — дерев'яна вілла у місті Трускавці, пам'ятка архітектури місцевого значення, охоронний № 530-М. Тепер у віллі знаходиться музей народного художника України Михайла Біласа (1924—2016). Неподалік розташована вілла «Постій» — найдавніша у місті Трускавці.

## Історія
Розвиток курорту на початку ХХ ст. перериває Перша світова війна. Трускавець 1914 року окупували спочатку російські, а потім і німецькі війська. Найбільшої шкоди завдало перебування у місті 3000 німецьких вояків від серпня 1915 року до квітня 1918 року. Німці розграбували та зруйнували пансіонати та вілли, вивезено до Німеччини медичну апаратуру, меблі, картини та ін. Всі плани спілки Раймунда Яроша «Трускавецькі джерела» було порушено.[джерело?]

Вілла Гопляна, 1938 рік

Раймун Ярош зміг розпочати відновлення курорту лише восени 1921 року. Попри фінансову післявоєнну кризу, котра охопила Європу після першої світової війни, Ярошу вдалося швидко розбудувати та модернізувати курорт. Трускавець став у ряд з таким здравницям Європи, як Бад-Райхенгалль та Вісбаден.
До першої світової війни у центрі міста був майданчик, на якому збиралися фірмани. На цьому місці Раймунд Ярош збудував для себе дерев'яну віллу «Ґопляну» за проєктом Яна Семковича. Будівля була розрахована на 50 осіб.
У 1930-х роках вілла слугувала резиденцією Яроша. Тут у цій величній споруді його родина приймали посла США у Польщі, президента Туреччини, президента Естонії Костянтина Пятса та багатьох інших почесних гостей.
У пивниці вілли до 1949 року розташовувався маленький цех, де наповнювали пляшки мінеральною водою з джерела «Юзя».
Нині на головному фасаді вілли знаходиться бронзова меморіальна таблиця із зображенням Раймунда Яроша та написами українською та польською мовами. Меморіальна таблиця була встановлена у 2003.
У 2009—2010 було проведено реконструкцію вілли.

## Архітектура
Вілла побудована у третій період (1921—1939 рр.) локалізації курортної забудови Трускавця. у 1925—1926 роках у традиційних формах модерну з елементами закопанського стилю .
Це — єдина зі збережених вілл зрубної конструкції, зведена з тесаних смерекових колод, з'єднаних між собою за допомогою врубок. Будівля дерев'яна, квадратна в плані, двоповерхова з мансардою та високим цокольним поверхом, зрубно-каркасної конструкції на цегляному фундаменті, із різьбленими галереями-аркадами на фасадах, завершена ламаними багатосхилими дахами. Багато декорована різьбою. Причому різьба має вже характер, що наближений до підкарпатських та гуцульських дерев'яних хат.
В інтер'єрі з центрального фоє на другий поверх ведуть тримаршеві сходи. Міжповерховий майданчик між першим і другим сходовими маршами прикрашає вітраж із зображенням давнього павільйону «Нафтуся», виконаний у 1925 році фірмою Станіслава-Ґабріеля Желенського у Кракові. 1976 року вітраж відреставрував у Львові Анатолій Чобітько.